# William Porter White
William Porter White (su segundo nombre es usual y erróneamente citado como "Pío") (Pittsfield, 11 de octubre de 1769 - Dolores, 3 de enero de 1842) fue un comerciante de origen estadounidense que tuvo destacada participación en los sucesos del Río de la Plata en las primeras décadas del siglo XIX. Controvertido por sus múltiples negociados, fue uno de los impulsores de las Invasiones Inglesas, con las que colaboró hasta su fracaso final, y apoyó decididamente al gobierno revolucionario surgido en 1810. Financió la segunda escuadra patria que en la Campaña Naval de 1814 al mando de Guillermo Brown derrotó a los realistas en el Combate de Martín García (1814) y en el Combate naval del Buceo y posibilitó la caída de Montevideo.

## Biografía
Nació en Pittsfield, ciudad fundada pocos años antes (1761) en el condado de Berkshire, Massachusetts, Estados Unidos, el 11 de octubre de 1769, cuando todavía era una colonia británica. Era hijo de Ebenezer White y Abigail Porter. Ebenezer White era molinero y tenía fortuna e influencia en la naciente población de credo congregacionalista. Los privilegios respecto del uso de la energía hidráulica eran cuidadosamente controlados a lo largo del río y en 1778 la ciudad vendió esos derechos a Ebenezer White permaneciendo en sus manos y en las de sus hijos hasta 1842.
Por algún motivo Guillermo abandonó el hogar y empresa familiar para trasladarse a Boston e involucrarse en el comercio de ultramar.

### India

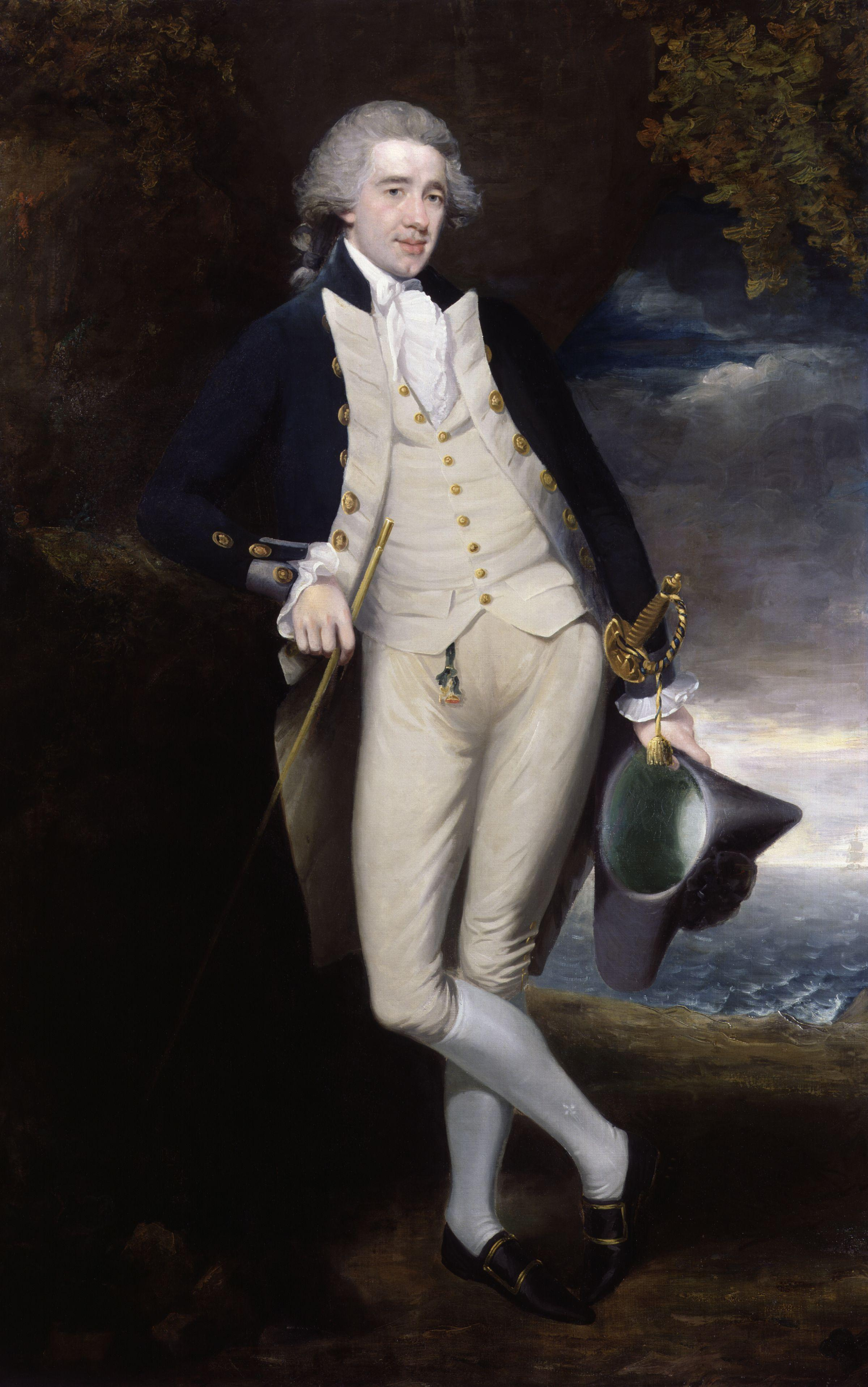
Home Riggs Popham.

Alrededor del año 1793, White, con solo 24 años, manejaba operaciones comerciales en el mar del este de la India.[cita requerida] Allí tuvo negocios "pocos honrosos", según Florencio Varela,[cita requerida] con el entonces teniente de navío británico Home Riggs Popham, quien además de servir ocasionalmente como edecán para el Virrey, Marqués de Wellesley, se dedicaba al comercio.

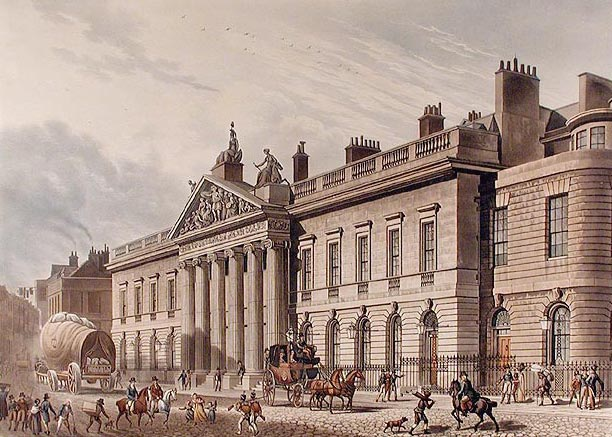
Sede de la Compañía Británica de las Indias Orientales.

La familia de Popham prestaba servicios en el ejército y administración colonial, especialmente en el área de Madrás, y se destacaban como comerciantes. Contando con buque propio, entre 1787 y 1793 Popham había realizado numerosos viajes en el mar del este para la Compañía de Ostende (Imperial Ostend Company) y algunos para la Compañía Británica de las Indias Orientales (British East India Company). No obstante en 1793 su nave fue apresada por transportar contrabando e infringir el monopolio de la British East India Company, perdiendo la mercadería y siendo penalizado en £70.000. Tras un litigio en 1805 recibió £25.000 como compensación.

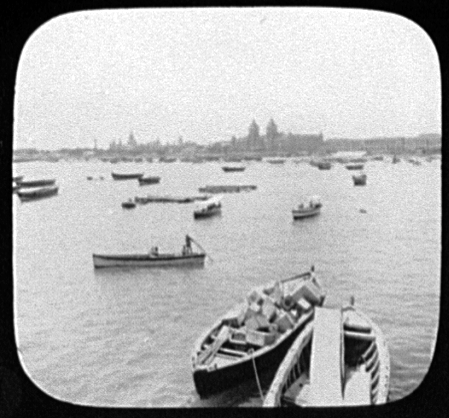
Madrás (1895).

Es probable que White participara en esa misma operación, o que apoyara posteriormente a Popham, porque este contrajo con el americano una fuerte deuda que diversas fuentes[cita requerida] ubican en 20.000 o 90.000 pesos. Popham volvió al servicio, participó en las Guerras Revolucionarias Francesas, ascendió a capitán de navío en 1795, actuó en la campaña de Egipto (1798) y de Holanda (1799), fue nombrado caballero de la Orden de Malta en 1799, actuó en la Expedición al Mar Rojo (en 1801, con William Carr Beresford), fue embajador en los Estados Árabes, en 1803 fue nombrado comodoro y en 1805 condujo la expedición al Cabo de Buena Esperanza, donde se cruzaría nuevamente con White y su deuda.
Probablemente haya visitado su tierra natal, posiblemente tras la noticia de la muerte de su padre en 1794, pues el 20 de diciembre de 1795 casó en Pittsfield, Berkshire, Massachusetts con Elizabeth Allen (8 de febrero de 1775, Pittsfield) hija del Reverendo Thomas Allen (1743-1810) y Elizabeth Lee (1747-1830).
El 2 de febrero de 1798 su primera esposa, Elizabeth, moría en Londres, separada de su marido por el océano.

### Islas Mauricio
Pese al conflicto con Francia, White dirigió entonces sus negocios hacia la "Île de France", Islas Mauricio pero no estuvo mucho tiempo. Sin embargo llegó a trabar amistad con Esteban Armando Périchon de Vandeuil (Armand-Etienne Périchon de Vandeuil), caballero,  natural de París, e influyente empleado de la Compañía Francesa de las Indias Orientales (Compagnie des Indes orientales et de la Chine), y con su familia, su mujer Juana Magdalena Abeille y sus hijos, entre ellos Ana Perichon, casada con el capitán, desertor y contrabandista irlandés Thomas O'Gorman en Ville de Port-Louis, en la Isla Borbón (ahora La Reunión), el 12 de febrero de 1792. La situación política en las islas no era ajena a la de la metrópoli. En 1797 se deportaron a numerosos ciudadanos y la familia Perichón partió al Río de la Plata a bordo de la fragata francesa "María Eugenia".
White los seguiría poco después y en ese mismo año se reencontrarían en Buenos Aires, donde White y O'Gorman retomarían sus negocios.

### Buenos Aires

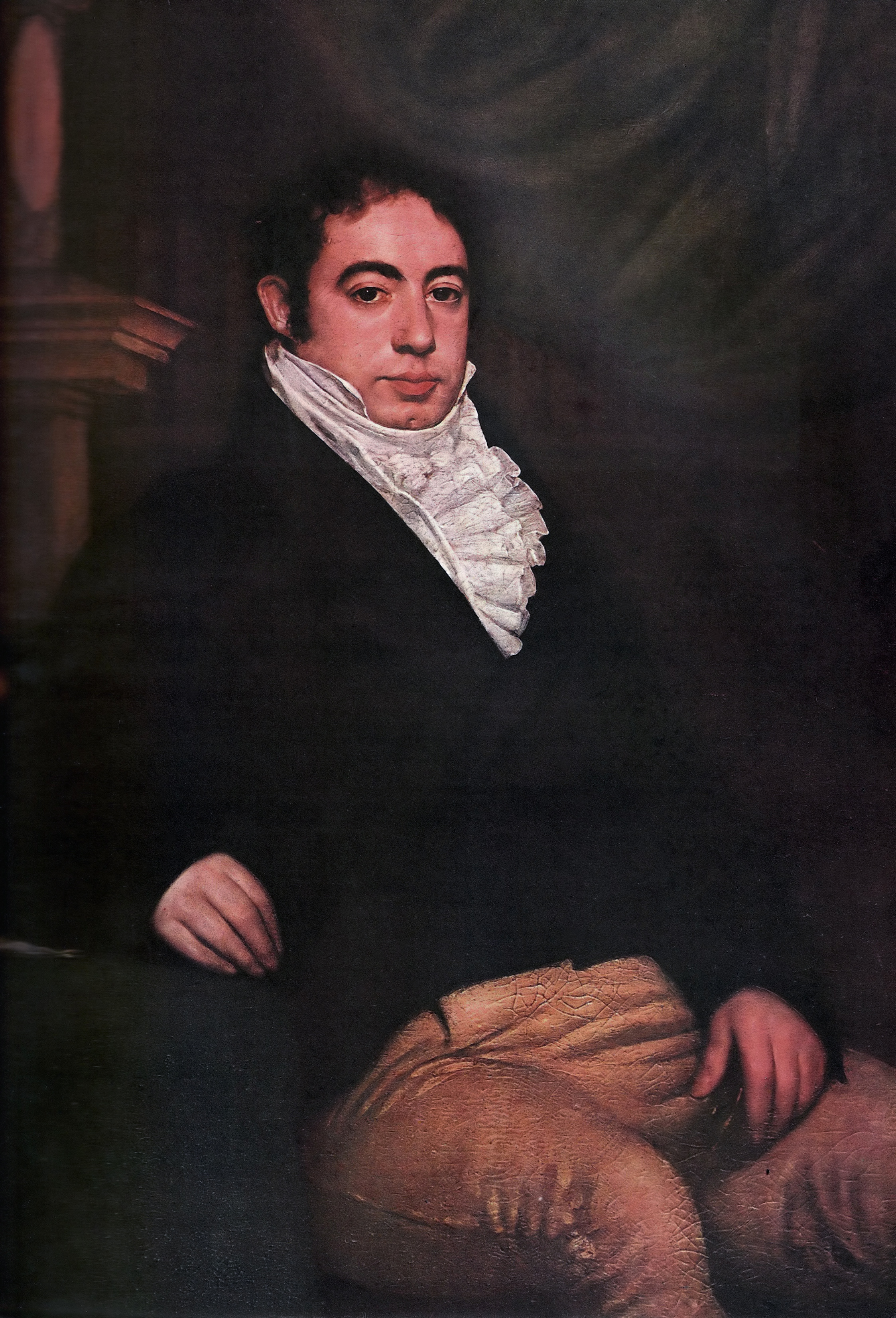
Bernardino Rivadavia.

En Buenos Aires, White se involucró nuevamente en actividades de contrabando, trata de esclavos y en el comercio con la Intendencia del Paraguay y la Banda Oriental. En sociedad con Santiago Rivadavia, hermano menor de Bernardino Rivadavia, vendió vinos y azúcar al Paraguay.

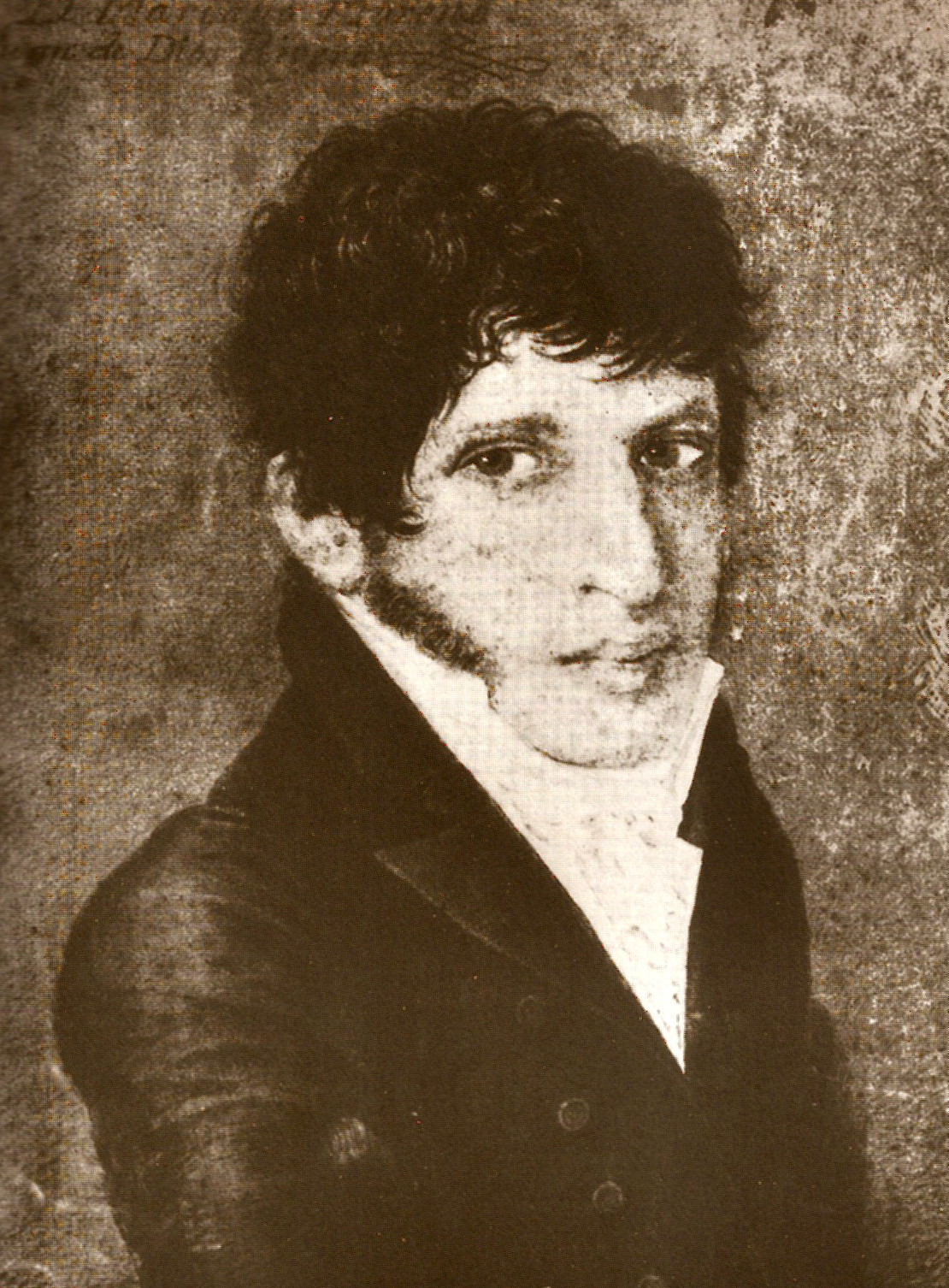
Mariano Moreno.

En 1802, aprovechando probablemente tanto sus contactos como el restablecimiento de la trata de esclavos en las colonias francesas dispuesto por Napoleón Bonaparte, White volvió a Mauricio y en sociedad con el también americano Martin Bickham (comerciante de la isla) fletó a Buenos Aires el mercante Príncipe, al que se le cambió el nombre por Nuestra Señora de la Concepción, probablemente con carga de esclavos. Arribó a Buenos Aires en 1803 figurando como tercer piloto y sobrecargo. El buque partió luego al Perú y en Guayaquil y Callao cargó un importante flete consistente entre otros productos, de cacao quiteño y metales. Al llegar a Montevideo rumbo a Cádiz el barco conducido por Manuel de Jado "Capitan Maestre" y sobrecargo, fue confiscado por las autoridades lo que derivó en un largo y en la época famoso pleito entre White y Bickham, donde el primero fue representado legalmente por Bernardino Rivadavia y el segundo por Mariano Moreno con la ayuda de Martín de Álzaga.
White puso a su vez pleito contra Manuel de Jado "por despojo que éste le ha hecho del navío Concepción y fletes venidos del Callao a este río donde arribo dirigiéndose a Cádiz en 1804 cuyo buque es de su particular pertenencia". El reclamo era por una suma extraordinaria, 600000 pesos en mercadería.

### Burke

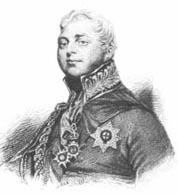
Federico Augusto de Hannover.

O’Gorman, quien había viajado a Europa, volvió a mediados de 1804 acompañado del entonces capitán irlandés al servicio de Gran Bretaña James Florence Burke. Burke (De Burgh), haciéndose pasar por militar prusiano, tenía por mandato de Federico Augusto de Hannover, duque de York y comandante en jefe británico, informarse sobre las opiniones de la población y establecer contactos ante una posible futura intervención británica.

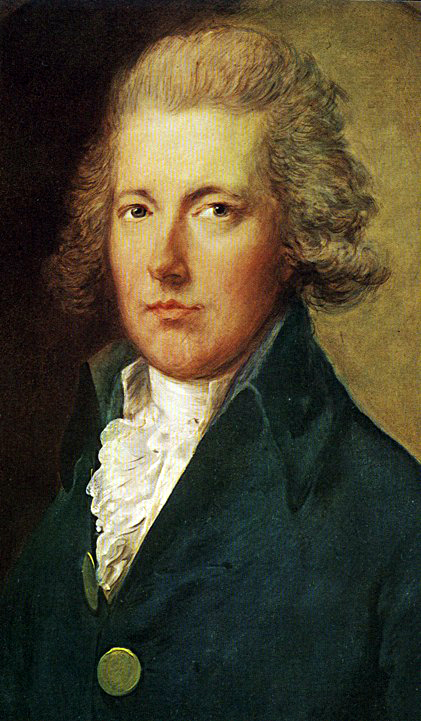
William Pitt.

Burke apoyándose en el círculo de O'Gorman (principalmente White y los hermanos Liniers) cumplió rápidamente sus objetivos: "...funda centros de captación y espionaje en casa del comerciante norteamericano Guillermo P. White, del irlandés Edmundo O'Gormann,... y en la Posada de los Tres Reyes., en la que crea con el portugués Juan Silva Cordeiro una logia masónica. El núcleo más importante es la casa de O'Gormann en la calle de la Merced, cuya bella esposa Ana Perichón de Vandeuil, subvencionada por Burke, resultó un excelente cebo para conseguir informaciones y manejar voluntades."
De ese núcleo participan también los iniciados en la logia Manuel Arroyo Pinedo (empleado de la Aduana) y Gregorio Gómez (de la Renta de Tabacos) y los jóvenes de la Sociedad Patriótica y Literaria fundada por Francisco Cabello y Mesa (Juan José Castelli y Miguel de Azcuénaga).

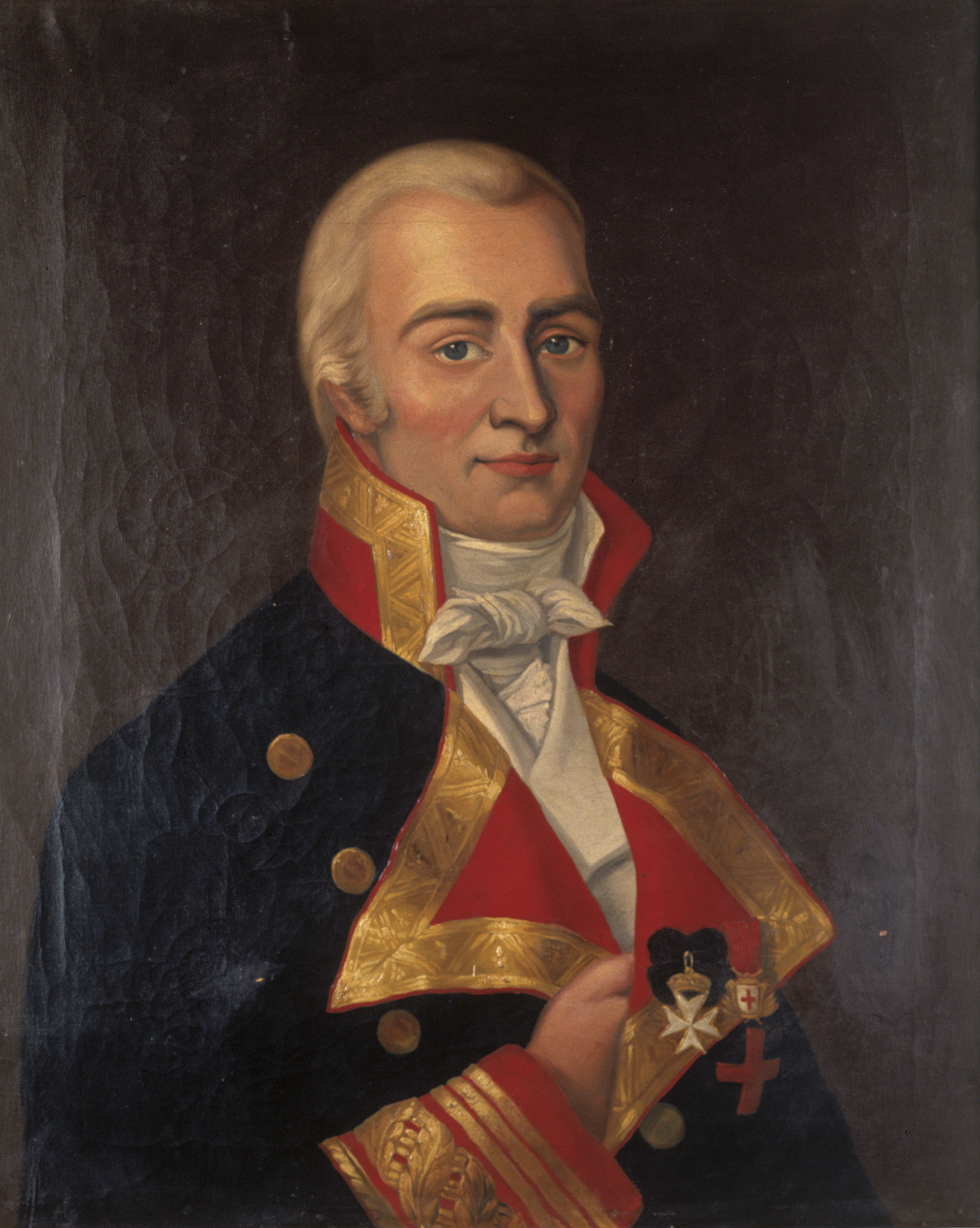
Retrato de Santiago de Liniers.

En 1804 White en combinación con el conde Santiago Luis Enrique Liniers, probablemente su hermano Santiago de Liniers y O'Gorman elaboran un plan, que el conde hace presentar al gobierno inglés encabezado por William Pitt (el Joven) a través de los comerciantes de Londres White y Murphy, por el cual con el apoyo de fuerzas británicas se declararía la independencia, pero el proyecto no prosperó.
Los tratos de White con los Rivadavia continuaron, fundamentalmente con Santiago con quien agregó a sus actividades el tráfico de harina y, sin competencia seria en ese ramo, encontró fácil mercado en Paraguay y la Banda Oriental. Con Bernardino, en cambio, la asociación formal siguió solo hasta 1809, cuando se disolvió la sociedad porque este "se dio cuenta de que era demasiado vivo"

### Nuevamente Popham
En enero de 1806 las fuerzas británicas al mando de Popham y Baird conquistaron la ciudad del Cabo de Buena Esperanza y en febrero llegaron noticias de la victoria de Trafalgar y la derrota de Austerlitz con lo cual Gran Bretaña alcanzaba el dominio de los mares y España quedaba en la órbita napoleónica. De esta manera para Popham desaparecían los motivos aducidos por Pitt para rechazar su plan de invasión de América.
El 28 de marzo de 1806 atracó procedente de Buenos Aires el buque negrero norteamericano Elizabeth y su capitán Thomas Wayne (o Waine) informó a Popham (muy probablemente a instancias de White) de la situación de indefensión en que se encontraba la ciudad y de la supuesta buena voluntad de los habitantes para con los británicos.
Una carta del mismo White a Popham, escrita[cita requerida] al enterarse de la toma de la colonia holandesa, ratificaba las afirmaciones de Wayne y le comunicaba la presencia en Buenos Aires del oro y plata llegados de Potosí, Chile y Lima en espera para ser enviados a Madrid, remesas que de capturarse proporcionarían al marino un importante beneficio y un medio para saldar su deuda.
Así, el cambio en la situación internacional, los informes de White y Wayne, y la oportunidad inmejorable (una flota y ejército en operaciones, accesible al objetivo e inactivo) decidieron a Popham a atacar.

### Invasiones Inglesas

#### Primera Invasión

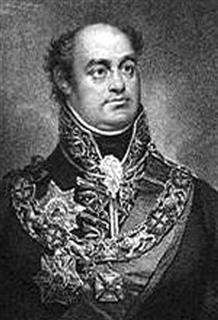
William Carr Beresford.

El 23 de junio las fuerzas británicas al mando de William Carr Beresford desembarcaron en Quilmes (Buenos Aires). Unos jinetes enviados a la playa por White con noticias para Beresford sirvieron como guías y espías en la marcha.
El 27 de junio, tras cruzar el Riachuelo por Barracas, Beresford envió a su edecán, el alférez Gordon, a entablar contacto con las autoridades. Fue recibido por Hilarión de la Quintana y su consejo de guerra, sirviendo de intérprete el mismo White. Se preparó y envió a Beresford un borrador de capitulación, que condujo Gordon y, a pedido de ambas partes, White. Ambos llevaron luego la respuesta de Beresford y la posterior invitación del comandante de la plaza a entrar en la ciudad.

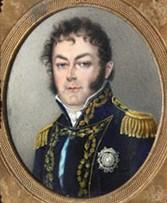
Juan Martín de Pueyrredón.

La colaboración de White continuó. Fue él quien proveyó la caballada para la partida de 27 dragones, que al mando del capitán Roberth Arbuthnot partió el 30 hacia Luján en búsqueda del tesoro.
Una de las primeras medidas de Beresford fue nombrar a White Comisario de Presas y a O'Gorman, Comisario de Víveres.
El 24 de julio, White toma como botín de guerra el barco Santo Cristo del Grao, llegado de Cádiz con mercadería de Juan Martín de Pueyrredón. El consiguiente perjuicio económico empuja aún más a Pueyrredón, considerado por los ingleses el principal independentista y, consiguientemente, potencial aliado, a la resistencia armada.
Su posición central en la administración británica le permite resolver viejos pleitos y así Jado fue encarcelado por Beresford y White pudo recuperar parte de la mercadería: rematada en la propia Comisaría de Presas la mayor parte del cargamento del navío Concepción, la adquirió a precio vil y revendió en el mismo momento.
Entre los papeles de White de ese período se encontró un poder datado el 8 de julio de 1806 y concedido por la plana mayor de la fragata HMS Narcissus a agentes de presa. En plana mayor del capitán de navío Ross Donnolly figura un guardiamarina de nombre William Brown, cuya firma se asemeja notoriamente a las del futuro almirante Guillermo Brown, y allí se agrega que "dicho William Brown procedía de la plana mayor del navío HMS Diadem, insignia del Almirante Sir Home Popham"
En la reconquista de Buenos Aires White intentó alcanzar un acuerdo. A ese efecto, en la noche del lunes 11 de agosto escribió una nota en inglés a Pueyrredón, quien se encontraba ya en Retiro, pidiéndole una entrevista. Pueyrredón mostró esa nota a su comandante, Liniers, y respondieron conjuntamente que Pueyrredón junto con un amigo mutuo, Hipólito Mordeille, lo esperarían a las 9 de la mañana del día siguiente en las Catalinas. No obstante esa noche las fuerzas de Miñones se infiltraron por las azoteas hasta una o dos cuadras de la plaza y capturaron el cuartel de la Ranchería (Perú y Alsina) hasta ese momento cuartel del Regimiento n.º 71 Highlanders, por lo que si bien Pueyrredón y Mordeille asistieron a la cita, White no pudo hacerlo.
Tras la reconquista, White fue detenido en la Guardia del Salto, provincia de Buenos Aires, mientras se abría una "Causa criminal contra Guillermo P. White acusado de infidente y auxiliante del Ejército Inglés que atacó esta Capital de Buenos Ayres", en la cual, al referirse a él, los fiscales Navarro y Sagasti expresaban que se trataba de un "extranjero corrompido".
El 24 de octubre de 1806 Liniers dispuso que el comandante de la Guardia del Salto autorizase a White para que pasase libremente a la estancia de los padres Belermos. A principios de noviembre White se traslada incluso de la estancia de los padres Belermos hacia la villa del Luján, donde se encontraba detenido William Carr Beresford. Atendiendo a una orden de Liniers, en razón de que el preso no estaba al cuidado de ellos, los religiosos no debían insmicuirse en las salidas del prisionero.
White supo por el mayor Tolley del Regimiento 71° y alojado en la cercana San Antonio de Areco, que Beresford intentaba comunicarse con vecinos principales de Buenos Aires que fueran partidarios de la independencia por lo que dispuso los contactos necesarios que rápidamente definieron un proyecto para que, a través de los buenos oficios de Beresford, la segunda invasión iniciada se transformara en el necesario apoyo armado a la independencia.
En Buenos Aires Saturnino Rodríguez Peña, secretario, ayudante y confidente de Santiago de Liniers, y Manuel Aniceto Padilla iniciaron contactos en ese sentido con los restantes partidarios de la independencia, especialmente el partido de Álzaga.
El 3 de febrero de 1807 Samuel Auchmuty tomó por asalto Montevideo pese a la heroica pero ineficaz defensa de los defensores de la plaza, gobernada por Pascual Ruiz Huidobro. El 05 de ese mes llegaron las noticias a Buenos Aires.
El 6 de febrero Peña mantuvo una entrevista con el capitán Juan de Dios Dozo, del Regimiento de la Unión, hombre de confianza de Martín de Álzaga. La noche del día 7 se efectuó una nueva reunión entre Martín de Álzaga y Peña, pero Álzaga denunció la iniciativa obligando a Peña a huir.
El 10 de febrero de 1807 el Cabildo en junta de guerra presionó a la Real Audiencia de Buenos Aires y decretó la destitución de Rafael de Sobremonte, su reemplazo por Liniers y el traslado de Beresford a Catamarca. La caída de Montevideo y la orden de traslado aceleraron los planes para disponer la fuga de Beresford.
Ese mismo día se inicia la marcha de los prisioneros custodiados por el capitán de Blandengues Manuel Luciano Martínez de Fontes. El 12 de febrero de 1807 el destacamento acampa en la Estancia Grande de los Padres Betlemitas, próxima a Arrecifes. El 16 de febrero Saturnino Rodríguez Peña y Manuel Aniceto Padilla llegaron a la Estancia Grande con una reducida escolta del cuerpo de Andaluces y obtuvieron con supuesto engaño la entrega de Beresford. Pronto, los ingleses estuvieron en Buenos Aires y pasaron a la Banda Oriental.
En la conjura, en la que fue omnipresente Guillermo P. White, participaron abiertamente Saturnino Rodríguez Peña, Manuel Aniceto Padilla, Francisco González y Antonio Luis de Lima. pero no fueron ajenos Nicolás Rodríguez Peña, Juan José Castelli, Hipólito Vieytes y Antonio Luis Berutti. Tampoco el mismo Liniers e incluso Álzaga dificultaron la fuga.

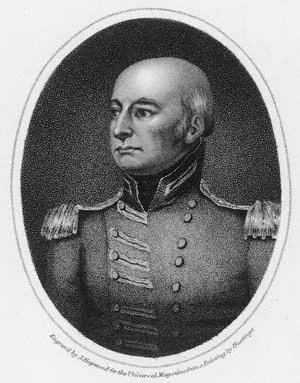
John Whitelocke.

En mayo, tras siete meses en la Guardia del Salto, White no regresó de una de sus habituales salidas y pasó tranquilamente a Montevideo, sin que el comandante del puesto diera siquiera aviso oportuno de su fuga. En la ciudad ocupada White contaba con el aval de Beresford y pronto ganó un lugar junto al comandante británico John Whitelocke. Una vez en Montevideo, en un informe del 22 de junio de 1807 Beresford le dijo al primer ministro Castlereagh que White había prestado y continuaba aún prestando servicios importantes a los intereses británicos en el Río de la Plata.
Auchmuty para proveer a sus tropas solo obtenía de la campaña carne por lo que dependía del tráfico terrestre y fundamentalmente naval con Río Grande do Sul y Río de Janeiro. White participaba activamente de ese tráfico. A modo de ejemplo, el 13 de junio de 1807 arribó el HMS Kitty a Río con carta de Whitelocke al gobierno portugués para que se le permitiera cargar víveres. No obstante se comprobó que el navío venía cargado de manufacturas inglesas pertenecientes a White, las que se vendieron al amparo del pabellón británico.
Probablemente tampoco fuera ajeno al tráfico entre los mercantes británicos surtos en la bahía de Montevideo y los comerciantes de Buenos Aires, e incluso Liniers, quien precisaba entre otras cosas paños para vestir a sus tropas.
White mantuvo también sus gestiones diplomáticas en concurso con Beresford hasta que este regresó a su tierra, intentando inútilmente atraer a Álzaga al plan de independencia bajo el tutelaje británico.

#### Segunda Invasión

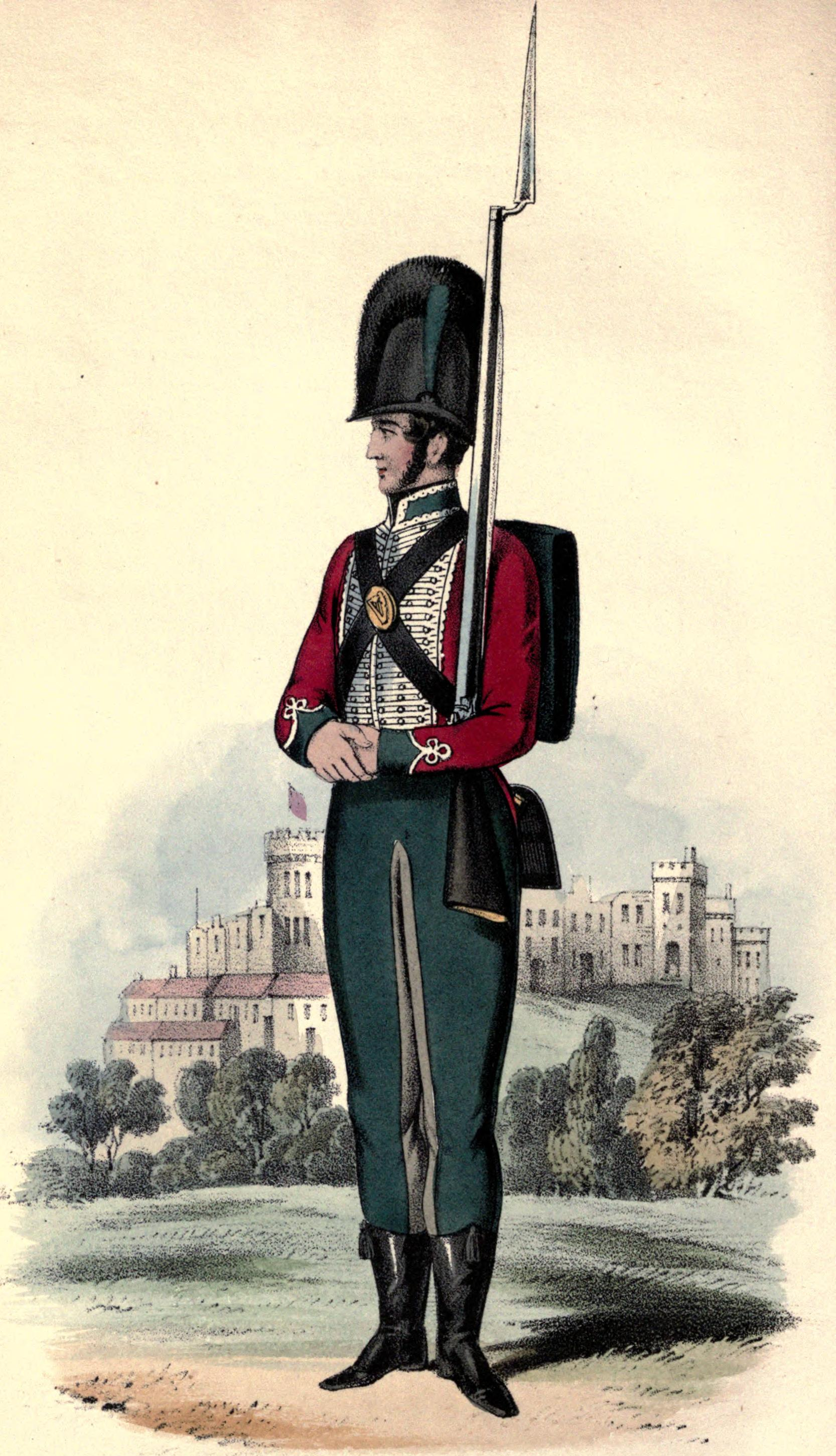
Regimiento 87 de Infantería, 1793.

White fue agregado como guía a la vanguardia al mando del mayor general Lewison Gower: Un tal mister White, norteamericano, habitante de Buenos Aires que había escapado de la prisión en que lo había puesto Liniers, hizo las veces de guía. Es un hombre inteligente, bien informado y que conoce mucho la región. Tras evitar dirigiéndose al norte las fuerzas que Liniers imprudentemente había arriesgado al alinearlas cruzando el Riachuelo, el día 2 de julio Gower puso a punto con White un proyecto para cruzar el Riachuelo por el paso de Burgos (actual Puente Alsina) el día 3, pero recibió de Whitelocke la orden de iniciar el avance el mismo 2, sin tener en cuenta el cansancio de las tropas y la falta de víveres.
Gower cruzó a mediodía sin contratiempos y siguió hasta el matadero de Miserere donde planeaba acampar y establecer su comando en la quinta de White (anteriormente propiedad de Santiago de Liniers), ubicada en lo que es hoy la calle Virrey Liniers, entre Hipólito Yrigoyen y Belgrano, en el barrio de Almagro
Al verse flanqueado y tras una marcha forzada Liniers llegó primero al matadero y formó sus tropas tras cercos de tunas. Al oscurecer arribaron las primeras tropas británicas y se inició el Combate de Miserere. Tras sufrir una primera descarga patriota, la división de Robert Craufurd inició un ataque a bayoneta y consiguió desalojar y dispersar a las fuerzas patriotas que huyeron hacia la Chacarita siguiendo la actual avenida Corrientes y hacia el centro de la ciudad (por las actuales Larrea, Alberti y avenida Rivadavia).
Esa noche las tropas, que habían marchado todo el día sin comer, vivaquearon en el mismo matadero donde aprovecharon la carne lista para enviar a la ciudad para su consumo, junto con galleta provista por White y el producto del saqueo de las casas vecinas.
El cuartel general, la artillería y el hospital se establecieron en la quinta. A dos cuadras, en el matadero y las quintas adyacentes, se estableció la tropa: desde el ala derecha el Regimiento n.º 45 de Infantería, luego el Regimiento n.º 6 de Dragones y el 9 de Dragones, la brigada Craufurd (Batallón Ligero y regimiento 95 de rifleros), después la brigada William Lumley con el Regimiento n.º 88 de Infantería y el Regimiento n.º 36 de Infantería y finalmente la brigada Auchmuty (regimientos n.º 5 de Infantería, n.º 87 de Infantería y n.º 38 de Infantería).
Gower envió un parte a Whitelocke por intermedio de White, quien lo confió a un peón portugués, quien no obstante lo llevó a Liniers.
En la madrugada del día 5 la artillería se había adelantado al matadero y las tropas se hallaban listas para avanzar en 12 columnas según las posiciones de su acantonamiento previo. Whitelocke abandonó la casa de White y se sumó a sus tropas, dando la orden de ataque.
Dos días después, la dura resistencia callejera de los vecinos y milicianos y las desinteligencias del mando británico acabaron con la ofensiva. Whitelocke había perdido más de la mitad de sus hombres y la mayor parte de las columnas habían caído, por lo que descartado el bombardeo de la plaza solo quedaba la capitulación. Tras increpar duramente a Auchmuty por considerar que no lo había seguido adecuadamente y a White por haber confiado en el apoyo de la población (los llamó "malditos yanquis"), Whitelocke tomó la decisión de aceptar la capitulación propuesta por Liniers.
White volvió a Montevideo con el ejército inglés pero se quedó en la ciudad tras la entrega de la plaza. Cuando Francisco Javier de Elío se hizo cargo de la ciudad una de sus primeras medidas fue encarcelarlo por su apoyo al invasor (a lo que se sumó nuevamente el pleito de Jado), pero en junio de 1809 fue liberado por su amigo el virrey Liniers, quien adujo vicios procesales para anular su condena: ni aun semiplenamente comprobado ningún hecho del ciudadano White que se oponga a la fe que un Natural debe a todo país.

### Quina
A comienzos de 1810 surgió un nuevo escándalo por negociados de White que involucraban a Liniers y al capitán Francisco Coll. El negociado se había hecho en torno al contrato que cerró el entonces virrey Santiago Liniers con Guillermo White y Francisco Coll para la venta de alrededor de 100000 libras de cascarilla (quina) del Rey, cuyo importe debía invertirse teóricamente en buques y efectos navales y de guerra.
La Real Audiencia inició sus averiguaciones con dificultad (lo que manifiesta el 6 de febrero) y recién el 9 de marzo obtuvo el expediente del Tribunal de Cuentas. El 14 de marzo el Tribunal de Cuentas avisa del nombramiento del contador Ramón Oromí para "Ministro Tenedor" de las cuentas de Guillermo White en lugar de Diego de la Vega. El 25 de mayo todo cambiaría, también, en estas causas. El 4 de junio el oidor Manuel José de Reyes pide se le exonere del conocimiento de la causa de White y el 2 de octubre Bernardino Rivadavia, nuevamente apoderado de White, pide se le entregue los papeles originales agregados á la causa criminal contra su defendido y las copias de lo obrado.

### Revolución de Mayo
Con la revolución, Guillermo White encontró múltiples oportunidades de negocios. Con excelente relación e incluso sociedad con muchos de los dirigentes del movimiento, no solo no abandonó la ciudad sino que se comprometió decididamente con su éxito volcándose al negocio de las armas sin descuidar sus tradicionales y múltiples intereses.
Sin embargo tampoco desaparecieron los escándalos. Juan Martín de Pueyrredón fue nombrado gobernador intendente de Córdoba y por su influencia designa secretario de la gobernación a uno de los socios de White, Santiago Rivadavia, el hermano de Bernardino. No obstante su conducta despierta rápidamente la oposición de los vecinos y al conocerse que nunca se había recibido de abogado es rápida y secretamente reemplazado.
El escándalo fue tal que Mariano Moreno en oficio secreto a Pueyrredón le dijo "que no debe tolerarse al mal funcionario", aun cuando se sentía en general inclinado por razones políticas a condescender con quienes aunque inescrupulosos, fueran leales revolucionarios. En la entrada del 4 de octubre el índice del Archivo del Gobierno de Buenos Aires registró textualmente "El Gobernador, sobre nombramiento de Asesor, para lo cual va a recibirse de Abogado el Dr.D.Santiago Rivadavia." y el 17 "Al Gobernador (reservada) para que disimuladamente separe de la Secretaría a Don Santiago Rivadavia, por estar desopinado en ese pueblo."

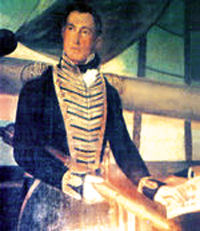
Guillermo Brown.

En 1811 Guillermo Brown retornó con su familia a Buenos Aires y se asoció con White. Compran la fragata Industria y establecen un servicio de cabotaje con la Banda Oriental, pese al bloqueo establecido por los realistas de Montevideo. No obstante el buque es abordado por la flota realista, la mercadería es secuestrada y la tripulación condenada a trabajos forzosos empedrando las calles de Montevideo.
El 16 de mayo de 1812 White compró en remate la Judith, nombre que cambió por el de Juliet, utilizándola en el tráfico mercante hasta 1814.
El 8 de noviembre de 1813 murió cerca de Buenos Aires Samuel William Taber, comerciante estadounidense que proyectó la construcción de un submarino para los revolucionarios argentinos, actuó como espía en Montevideo por lo que sufrió cárcel y efectuó misiones secretas en Chile para la causa, y legó sus bienes a la causa de la independencia nombrando a White como albacea.

#### Armas

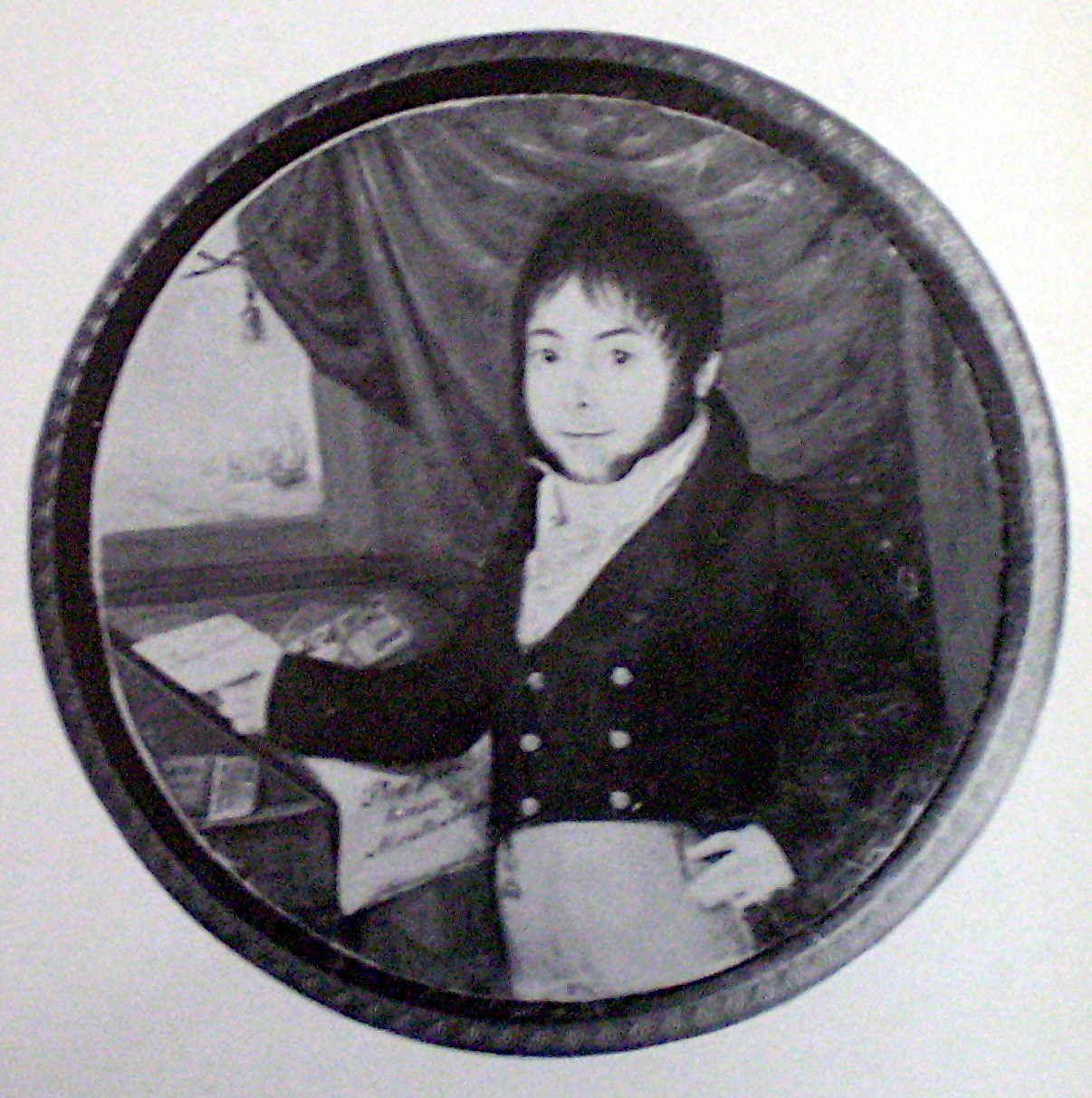
Juan Larrea.

El 27 de noviembre de 1812 Juan Larrea presentó a los miembros del Segundo Triunvirato, Antonio Álvarez Jonte, Juan José Paso y Nicolás Rodríguez Peña un oficio reservadísimo proponiendo un contrato para adquirir en Estados Unidos 20000 fusiles con sus bayonetas por 20000 onzas de oro en plata sellada. Las armas serían provistas por un ciudadano "cuyo nombre se oculta". De la declaración de Jonte en el proceso de 1815 se infiere que se trata de White.
El contrato autorizaba además al proveedor antes incluso de la entrega de las armas, a entrar al país un cargamento por cien mil pesos en mercaderías y a sacar otros cien mil pesos en plata sellada (operación no permitida), todo libres de derechos de aduana.

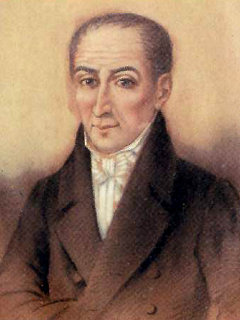
Juan José Paso.

Juan José Paso, con experiencia e intereses comerciales en el tráfico de armas, planteó objeciones al negociado pero finalmente el contrato fue aprobado y ratificado en pleno por el ejecutivo y su secretario, Tomás Guido.
Las condiciones del contrato, especialmente la importación de mercaderías y exportación de metálico, no obedecían solo a la situación de necesidad del gobierno, por cuanto poco después, el 12 de diciembre de 1812, se adquirieron al inglés Jorge Hilton cinco mil fusiles con bayoneta de primera clase y mil sables de caballería sin concederse similares beneficios, lo cual torna más evidente el carácter de negociado de la operación.
Si bien el contrato se dejó sin efecto, "setenta mil pesos se entregaron a un inglés para armas a renglón seguido de haber desechado la propuesta a que se opuso don Juan José Paso, sin seguridad alguna, según se lo expresó don Tomás Guido, los cuales hasta ahora cree el declarante que están en descubierto", como declararía el ciudadano José Belvis el 9 de julio de 1813 en el juicio de residencia de 1813.

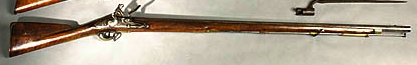
Fusil ("Brown Bess"), el arma de fuego de operaciones más extendida del mundo.

#### La segunda flota

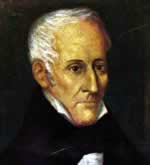
Gervasio Posadas.

El 5 de noviembre de 1813 por la renuncia del Dr.José Julián Pérez se incorpora Juan Larrea al Segundo Triunvirato, junto a Gervasio Antonio Posadas y Nicolás Rodríguez Peña. La situación era pésima: Manuel Belgrano retrocedía sobre la línea de La Quiaca tras las derrotas en Vilcapugio y Ayohuma, Chile era invadido por las tropas de Lima y presa de conflictos internos se encaminaba al desastre de Rancagua, Montevideo ya encerraba una guarnición que duplicaba el ejército que la sitiaba ya sin esperanza de rendirla por el dominio del mar que sostenía y José Gervasio Artigas sublevaba la campaña oriental promoviendo la defección de la provincia de Entre Ríos y la de Corrientes. Las fuerzas navales eran inexistentes, no había recursos en los arsenales, ni personal entrenado y, principal condicionante para revertir esa situación, el tesoro contaba con solo mil pesos, los recursos de aduana eran mínimos debido al bloqueo y el crédito estaba agotado.
Una carta posterior de Larrea a White resume la situación:

"Cuando en diciembre de 1813, por misión del Señor D. José Julián Pérez, fui nombrado individuo del poder ejecutivo, las Provincias del Río de la Plata presentaban un cuadro verdaderamente triste. El ejército del Perú, mandado por el general Belgrano, había sido completamente derrotado en Vilcapujio, y venía retirándose de Tucumán; la Plaza de Montevideo tenía una guarnición doble en número al ejército que la sitiaba, y nada indicaba que pudiese tomarse, porque no tenía el Gobierno con qué batirla en brecha pues no tenía cañones, y en los almacenes de artillería apenas había 200 quintales de pólvora; el coronel Artigas, en guerra abierta con la Capital, había revolucionado y era obedecido en todo el territorio de la Banda Oriental hasta el Paraguay; el reino de Chile se hallaba atacado por las tropas de Lima, y las divisiones intestinas que lo agitaban anunciaban ya de antemano la ocupación que aconteció poco después; el tesoro de Buenos Aires agotado y su crédito enteramente perdido; por último en lugar de la confianza que es necesaria para salir de los grandes peligros, se notaba un desaliento general. En tan críticas circunstancias, conocí que era preciso concentrar los esfuerzos, y poniendo en movimiento cuantos recursos presentasen, dar un golpe a los enemigos que desembarazándose de ellos, restableciese la confianza, y pusiese al Gobierno en estado de proseguir la guerra con nuevo vigor y con esperanzas probables de un feliz resultado. Discurriendo con Usted sobre tan importante objeto, buscamos el punto en donde el enemigo pudiese ser atacado con más prontitud, nos convencemos de que era Montevideo, siempre que fuese posible armar una fuerza naval que, batiendo a la que los enemigos tenían en el Río, la obligase a encerrarse en su Puerto, y lo bloquease estrechamente. Aunque era fácil convenir en acierto el proyecto, parecía imposible que pudiesen encontrarse los medios necesarios para realizarlo. La Marina de Montevideo era numerosa, y Buenos Aires sólo tenía una balandra despreciable y el lanchón del Capitán del Puerto. En el arsenal no había más que 30 cañones y carronadas de diferentes calibres y muy usados. No había pólvora y se ignoraba de donde sacaría marineros y oficiales de mar. Confieso que arredrado por el cúmulo de dificultades que se presentaba, habría abandonado el proyecto creyéndolo irrealizable si el genio de Usted no me hubiese persuadido que no faltarían recursos para superarla. Convencido de que todo era menester crearlo, y autorizarlo por mis colegas del Ejecutivo con la plenitud de sus facultades, le conferí a Usted las más amplias para que emprendiese el armamento. Buenos Aires vio con asombro que cuando a fines de marzo de 1814 se comenzó a hablar seriamente de estas empresas aparecieron ya armados y como extraídos del seno del mar una porción de buques, entre los cuales había algunos que en el mes de diciembre de 1813 estaban aún en los mares de Europa. Esfuerzo prodigioso debido a la constancia actividad e inteligencia con que Usted desempeñó esta comisión…"
Carta de Juan Larrea a Guillermo P. White.

En 1818, desde prisión, White recordaba también el contexto que rodeaba la creación de la segunda flota en estos términos:

"Al concluirse el año de 1813, quedó destruído el ejército del Perú. Este en tranquila posesión del enemigo, y fueron amenazadas las Provincias de las llanuras. Los hermanos de Chile, estaban para sucumbir. Florecía la causa peninsular en Europa. Se recelaba estar en comunicación el Jefe de los Orientales con los enemigos de la plaza de Montevideo, que tenían otro tanto más de fuerza que las que componía el ejército sitiador. Estaban agotados los recursos y el crédito y fé pública vacilaban en vista de ese cúmulo de infortunios y angustias."
Guillermo P. White, 1818 (en Carranza, Campañas Navales de la República Argentina, página 203).

El 28 de diciembre de 1813 se cerró el convenio con White para que "...proceda a comprar y reunir cuanto se haga necesario para poner en el río una fuerza tan respetable, que no sea aventurado el éxito...sin detenerse en los precios, pues que una vez comenzados los gastos toda mezquindad que retardase el armamento, podría ser muy fatal y acaso hacer que todo fuese perdido."
A comienzos de 1814 se optó por concentrar el poder ejecutivo en el llamado Director Supremo de las Provincias Unidas del Río de la Plata. Fue elegido Gervasio Antonio Posadas y Juan Larrea fue nombrado como ministro de hacienda, por lo que el proyecto se mantuvo en pie, y ya el 28 de febrero de 1814, dos meses después, se dio término al levantamiento de la escuadra.
La flota estaba compuesta de los buques principales:
- N°1 fragata Hércules, de 36 cañones, se incorporó a la escuadra el 4 de enero de 1814
- N°2 corbeta Zephyr (Céfiro), de 18 cañones, se incorporó a la escuadra el 1 de enero de 1814
- N.º 3 corbeta Belfast por 22.000 pesos, de 22 cañones, se incorporó a la escuadra el 21 de febrero de 1814
- N.º 4 corbeta Agreeable (Agradable) por 25.000 pesos, de 22 cañones, se incorporó a la escuadra el 15 de marzo de 1814
- N.º 7 bergantín Nancy, de 15 cañones, se incorporó a la escuadra el 6 de enero de 1814
- N.º 8 goleta Juliet, de 17 cañones, se incorporó a la escuadra el 3 de febrero de 1814
- N°13 goleta Fortuna, de 15 cañones, se incorporó a la escuadra el 15 de enero de 1814

La cuestión del mando fue motivo de un fuerte debate. Los principales candidatos eran el teniente coronel norteamericano Benjamin Franklin Seaver, comandante de la goleta Juliet, que pertenecía a White y lo apadrinaba, el corsario Estanislao Courrande, quien desde 1803 hostilizaba el comercio inglés con acciones corsarias y por último el irlandés Guillermo Brown, antiguo socio de White y ahora enemistado.
Mientras se tomaba la decisión Brown y Seaver, en sendos golpes de mano, aumentaban la naciente escuadra. El 8 y 9 de enero Seaver capturó los faluchos de guerra San Luis y San Martín, y el 13 de enero Brown capturó a la goleta N.S. del Carmen y a la balandra San Juan.
La decisión finalmente recayó el 1 de marzo de 1814 en Brown, incluyendo el voto de White, en parte por su carácter (la experiencia era algo compartido por todos los candidatos), pero en mayor medida por el ascendiente que tenía o podía asegurar llegado el momento sobre la oficialidad y marinería que era principalmente oriunda de las islas británicas: irlandeses, ingleses y escoceses.
White dio en principio instrucciones reservadas a Seaver de que continuase operando en corso con la Juliet de manera autónoma, no obstante Brown presionó para que se pusiera bajo su mando. Pese a que Seaver respondió que ignoraba que él o su goleta "estén agregados al resto de la escuadra como para que el capitán Brown le haya dirigido la nota precedente", finalmente fue agregado como segundo al mando.
La campaña naval de 1814 fue un éxito: entre el 10 y el 15 de marzo de 1814 Brown venció a Jacinto de Romarate en el Combate de Martín García y entre el 14 y 17 de mayo a Miguel de la Sierra en el Combate naval del Buceo, sitió por mar Montevideo y aseguró su rendición en junio de ese año.
Finalizada la lucha en el Río de la Plata, la escuadra se desintegró. El 11 de septiembre el coronel Francisco Javier de Viana dispuso vender en remate las corbetas Belfast, Neptuno y Agradable, todas sin su armamento de guerra, con un valor de $ 12.000, $ 10.000 y $ 10.000 respectivamente (el valor de compra de la Belfast y Agradable había sido de 22000 y 25000). El 25 de septiembre el Gobierno suspendió el remate y las vendió directamente y en bloque a Manuel Lorenzo (Lorenço o Lourenço) por $ 30.000. El 10 de octubre de 1814 Lorenzo recibió las naves pero lo hizo "de cuenta de Guillermo P. White...de quien era empleado". Ante la manifiesta irregularidad otros interesados en su compra pidieron la anulación de la adjudicación. Este hecho, fundado seguramente en el pago de los servicios brindados por White, se sumó al sumario seguido contra él y Larrea poco después.
En el proceso de levantar y mantener la flota hubo también numerosas irregularidades en el pago de las soldadas y en la provisión de abastecimientos.
Aduciendo la falta de numerario White solía pagar los sueldos en mercaderías, que él mismo comerciaba y valuaba a precio de mercado, con lo cual ya obtenía diferencia. Como los tripulantes precisaban hacerse de efectivo revendían al mismo White o sus testaferros la mercadería a menor valor. Finalmente White reclamaba al gobierno los sueldos supuestamente pagados.
Como ejemplo, terminada la campaña, el cabo de cañón y futuro coronel de marina Leonardo Rosales cobró de White la suma de 256 pesos y 4 reales, pero en especies. Las 30 arrobas de yerba y una pipa de vino carlón según White excedía en 8 pesos y 4 reales a lo que se debía a Rosales, por lo que éste debió pagar a White la diferencia en efectivo para saldar la cuenta.
Algunos marineros se quejaron de la maniobra a Brown quien el 26 de septiembre increpó a White en público, quien le respondió con una bofetada. Brown lo persiguió hasta el comercio de Larrea, y ordenó detenerlo por agredir a un oficial de la Marina. White fue arrestado y confinado en la goleta Santa Cruz.
Considerando "ambiguas las acusaciones contra Guillermo P. White", el director Supremo sobreseyó la causa.

### Los años finales
En marzo de 1815 Santa Fe se declaró independiente del Directorio e Ignacio Álvarez Thomas ordenó a Juan José Viamonte invadir esa provincia, donde se había afincado el año anterior Santiago Rivadavia, socio de White, quien aprovechó para efectuar toda clase de especulaciones al amparo del Ejército de Observación.
No obstante White tuvo que afrontar situaciones difíciles después de la caída de Alvear. Un año después debió enfrentar el embargo de sus bienes por una causa legal iniciada por el gobierno (Comisión Civil de Justicia) en 1815 a raíz de los manejos turbios en la conformación de la escuadra, y se exilió en Montevideo. La caída en desgracia afectó sus contactos. En 1817 comenzaron sus conflictos con Santiago Rivadavia. En 1818 se encontraba en prisión. Escribía entonces:"...el autor de esta grande obra, y quien reclama el crecido saldo de sus desembolsos, gime en cadenas; respira el aire húmedo y fétido de un calabozo en la cárcel pública, que después de estar bajo el garante de la fe pública, para la seguridad de su persona, se halla sufriendo tales infamias; tenido cuatro meses ha en la más estrecha incomunicación, sin audiencia, despojado de sis bienes, privado de sus más sagrados derechos, aún el de la protección de las Leyes; y su tierna familia expuesta a perecer!".
Una carta del general Lecor enviada desde Montevideo influyó en su libertad: 

"Señor D.J.M.Pueyrredón. Muy señor mío de todo mi respeto. Es tan triste la situación de la familia de D.Guillermo White que no he podido desentenderme de sus clamores. Su mujer e hijos me pidieron con lágrimas interpusiese mi influjo a favor de su desgraciado padre, y yo no pude negarles este consuelo en su desventura. Si es posible yo cuento sobre la bondad de V.E. que dignándose honrar mi mediación, obtendrá aquel su libertad o a lo menos los alivios capaces de consolar a esta pobre familia en su estado miserable."
Carlos Frederico Lecor, Marzo 9/18 (AGN VII-1-14).

Pero la opinión acerca de su persona no había cambiado. El diplomático John Murray Forbes diría de él que "es cualquier cosa menos un americano franco y de corazón".

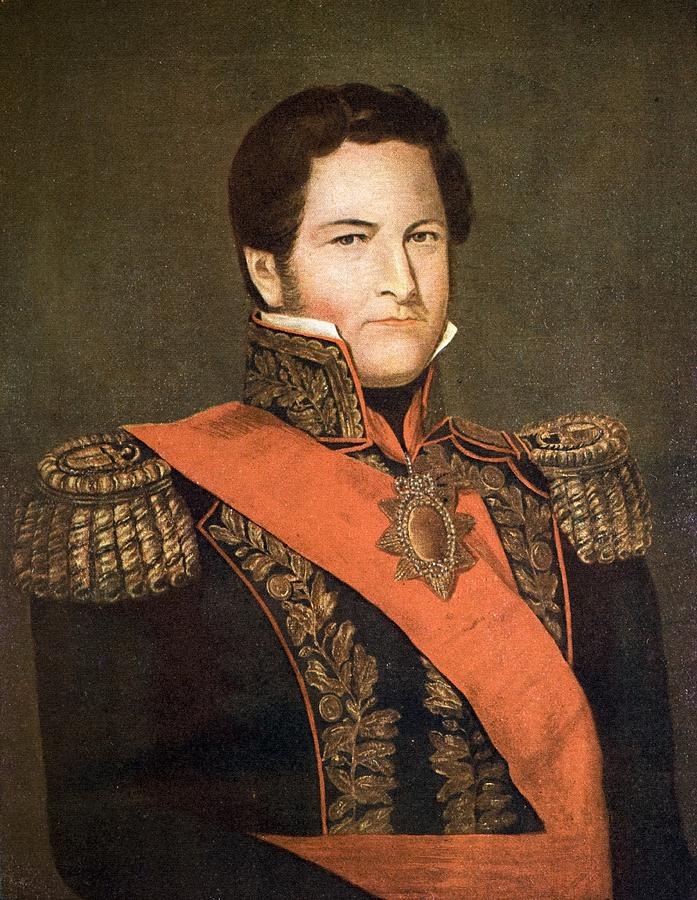
Juan Manuel de Rosas.

Regresó al país en 1835, recibiendo una pensión alimenticia de parte de Juan Manuel de Rosas, pero debió retirarse a los pagos de Dolores (Buenos Aires).
La última noticia de White es una nota de agradecimiento a la hija del "Restaurador de las Leyes", Manuelita, por el obsequio de la divisa federal que le enviara por intermedio del coronel Vicente González en 1839.
White, definido por Ángel Justiniano Carranza como "el Lafayette argentino", murió pobre el 3 de enero de 1842, en Dolores. El presidente Bartolomé Mitre tuvo que subsidiar a sus descendientes, que estaban en la extrema pobreza.
Uno de sus hijos, Allen White, padre del ingeniero Guillermo White, aparece en el censo de 1855 en Buenos Aires, de 60 años, preceptor, nacido en Norteamérica y llegado al país treinta años antes. En realidad había nacido en Londres y era hijo de Elizabeth Allen, la primera esposa de Guillermo P. White, quien tuvo por lo menos otros cinco de una segunda relación.
Desde 1893 una calle en Buenos Aires, en el barrio de Villa Luro (Rivadavia al 9200) honra curiosamente al espía británico durante las invasiones y hábil e inescrupuloso comerciante, probablemente porque, pese a todo, prestó decididos servicios a la causa patriota.